# 켈리 맥도널드
켈리 맥도널드(Kelly Macdonald, 1976년 2월 23일~)는 스코틀랜드의 배우이다. 1996년 영화 《트레인스포팅》으로 데뷔했고 《보드워크 엠파이어》 시리즈에 출연했다.

## 출연 작품
- 주먹왕 랄프 2: 인터넷 속으로 - 메리다 역 (목소리)
- 홈즈 앤 왓슨